# Bahnstrecke Alburgh–Noyan Junction
| Streckenlänge: | 10 km                |                                     |                                     |
| Spurweite: | 1435 mm (Normalspur) |                                     |                                     |
| |                      |                                     |                                     |
| \| \| \| von Burlington \| \| \| \| 0 \| Alburgh VT \| Alburgh VT \| \| \| \| Strecke Ogdensburg–Maquam \| \| \| \| \| Strecke Essex Junction–Rouses Point \| \| \| \| \| nach Rouses Point \| \| \| \| 4 \| Ladestelle \| Ladestelle \| \| \| \| Vermont (USA) / Québec (Kanada) \| \| \| \| \| Verbindung nach Saint-Hyacinthe \| \| \| \| \| von East Alburgh \| \| \| \| \| von Saint-Hyacinthe \| \| \| \| 10 \| Noyan Junction QC \| Noyan Junction QC \| \| \| \| nach Ottawa \| \| |                      |                                     |                                     |
| Strecke (außer Betrieb) |                      | von Burlington                      | von Burlington                      |
| Bahnhof (Strecke außer Betrieb) | 0                    | Alburgh VT                          | Alburgh VT                          |
| Kreuzung (Strecken außer Betrieb) |                      | Strecke Ogdensburg–Maquam           | Strecke Ogdensburg–Maquam           |
| Kreuzung (Strecken außer Betrieb) |                      | Strecke Essex Junction–Rouses Point | Strecke Essex Junction–Rouses Point |
| Abzweig geradeaus, nach links und von links (Strecke außer Betrieb) |                      | nach Rouses Point                   | nach Rouses Point                   |
| Dienststation / Betriebs- oder Güterbahnhof (Strecke außer Betrieb) | 4                    | Ladestelle                          | Ladestelle                          |
| Grenze (Strecke außer Betrieb) |                      | Vermont (USA) / Québec (Kanada)     | Vermont (USA) / Québec (Kanada)     |
| Abzweig geradeaus und nach rechts (Strecke außer Betrieb) |                      | Verbindung nach Saint-Hyacinthe     | Verbindung nach Saint-Hyacinthe     |
| Abzweig ehemals geradeaus und von rechts |                      | von East Alburgh                    | von East Alburgh                    |
| Abzweig geradeaus und ehemals von rechts |                      | von Saint-Hyacinthe                 | von Saint-Hyacinthe                 |
| ehemaliger Bahnhof | 10                   | Noyan Junction QC                   | Noyan Junction QC                   |
| Strecke |                      | nach Ottawa                         | nach Ottawa                         |

Die Bahnstrecke Alburgh–Noyan Junction ist eine ehemalige Eisenbahnstrecke in Vermont (Vereinigte Staaten) und Québec (Kanada). Sie ist zehn Kilometer lang und verband die Stadt Alburgh mit zwei Bahnstrecken in Kanada. Die Strecke ist stillgelegt und abgebaut.

## Geschichte
Die Strecke wurde durch die Rutland Railroad am 7. Januar 1901 als Zweigstrecke der ebenfalls an diesem Tag eröffneten Bahnstrecke Burlington–Rouses Point in Betrieb genommen. In Alburgh wurde ein Teil der Expresszüge aus Richtung Boston und New York abgekuppelt und fuhr über die Strecke bis Noyan Junction, wo sie als Kurswagen an die Quebec, Montreal and Southern Railway in Richtung Montreal oder an die Canada Atlantic Railway in Richtung Ottawa übergeben wurden.
Ab 1918 wurden die Kurswagen in Rouses Point an die beiden Bahngesellschaften übergeben und somit der Personenverkehr auf der Strecke eingestellt. 1934 wurde der in Kanada liegende Abschnitt stillgelegt, etwa 1941 folgte auch der übrige Abschnitt von Alburgh bis zur Grenze.

## Streckenbeschreibung
Die Strecke begann in einem Gleisdreieck nördlich des Bahnhofs Alburgh. Sie führt geradlinig nach Norden. Unmittelbar vor der Grenze befand sich eine Ladestelle, wo landwirtschaftliche Güter verladen wurden. Die Bahntrasse, die auf US-amerikanischer Seite noch gut erkennbar ist, auf kanadischer Seite jedoch durch landwirtschaftliche Nutzung des früheren Bahngrundstücks nahezu spurlos verschwunden ist, führt geradlinig weiter nach Norden und trifft südwestlich des Dorfes Noyan auf die Bahnstrecke Ottawa–East Alburgh, in die sie hier einmündet. Zur Strecke von Saint-Hyacinthe, die hier ebenfalls einmündet, bestand eine Gleisverbindung, über die durchlaufende Güterzüge gefahren wurden. Personenzüge, auch wenn sie als Kurswagen an die QMR übergeben wurden, die die Strecke nach St.-Hyacinthe betrieb, wurden in Noyan Junction rangiert, da sie zumeist auch Kurswagen nach Ottawa mitführten.